# Kasos
Kasos (en griego, Κάσος) es una isla griega perteneciente al archipiélago del Dodecaneso, en el mar Egeo. Su población es de aproximadamente 1000 habitantes siendo su capital el puerto de Fry.

## Geografía
Kasos se encuentra al suroeste de la isla de  Karpatos, entre Creta y la ya dicha Karpatos. Entre Kasos y Karpatos se encuentra el Estrecho de Kasos. Tiene una forma elíptica parecida a la de Rodas. La isla principal cuenta con una superficie de 49 km² (17 km de largo por 6 de ancho). Es una isla claramente montañosa para su tamaño, siendo el Monte Prionas su punto más alto, con 550 metros. Hay agua dulce en la isla.
El municipio de Kasos incluye varias islas deshabitadas, de las cuales las más grandes son Armathia y Makronisi. El área total del municipio de Kasos es de 69,464 km² con cinco pueblos principales: Fry (335 hab.), Agia Marina (393 hab.), Panagia (17 hab.), Poli (78 hab.) y Arvanitohori (167 hab.). Fry es la capital de la isla y cuenta con un puerto, mientras que Agia Marina es la ciudad más poblada de la isla, a pesar de no ser la capital. El Aeropuerto Nacional de Kasos está situado cerca de Fry y es lo suficientemente grande como para permitir el aterrizaje a un ATR 42.
Kasos es conocida por la magnitud del turismo, la calidad del pescado, quesos y otras recetas, y la hospitalidad de los habitantes.

## Historia
Es citada por Homero en el Catálogo de las naves de la Ilíada, donde sus habitantes formaron parte del contingente comandado por Fidipo y Ántifo, los hijos de Tésalo y Calcíope, que participó en la guerra de Troya.
Perteneció a la liga de Delos puesto que aparece en las listas de tributos a Atenas desde 434/3 hasta 415/4 a. C.
En el Periplo de Pseudo-Escílax se dice que la isla estaba habitada, mientras Estrabón señala expresamente que en su territorio había una ciudad de su mismo nombre.
La isla fue arrasada por las tropas egipcias al servicio del Imperio otomano durante la Guerra de independencia griega permaneciendo bajo control turco. Posteriormente pasaría junto al resto de las islas del Dodecaneso a estar bajo administración italiana entre 1912 y 1947, uniéndose ese año al estado griego.